# Reacció exotèrmica
Una reacció exotèrmica és aquella que desprèn energia en forma de calor. La variació d'entalpia és negativa. És l'oposat d'una reacció endotèrmica. Es pot expressar amb la següent equació química;
{\displaystyle reactius\rightarrow \;productes+energia}

## Definició
Les reaccions exotèrmiques alliberen calor al seu entorn, o dit d'una altra manera: l'energia necessària per iniciar la reacció és menor a l'energia total alliberada (que pot ésser en forma de calor o de llum). L'energia mínima necessària per iniciar la reacció s'anomena energia d'activació
Una altra manera de definir-ho podria ser fent referència al fet que els productes són més estables que els reactius.
La quantitat absoluta d'energia d'un sistema químic és molt difícil de calcular, però existeix un sistema més senzill per saber la quantitat d'energia alliberada: l'entalpia (H). Sempre que la transformació tingui lloc a pressió constant.
Si ΔH és negativa (:∆H < 0), és una reacció exotèrmica, mentre que si és positiva serà una reacció endotèrmica.
Si la reacció es porta a terme a volum constant s'utilitza l'energia interna i per una reacció exotèrmica la variació d'energia interna és negativa(:∆U < 0)
En un sistema adiabàtic (un sistema que no cedeix calor a l'exterior), un procés exotèrmic augmenta la temperatura del sistema.

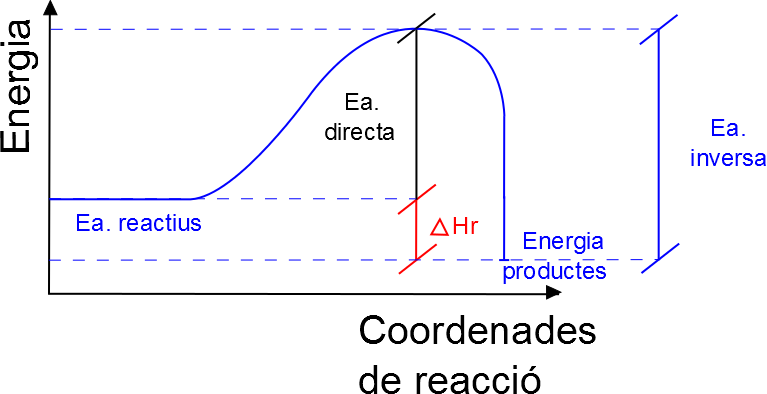
Perfil de reacció exortèrmica

## Exemples
Alguns exemples de reaccions exotèrmiques són;
- La combustió
Per exemple la combustió del propà amb oxigen dona;
C₃H₈ + 5O₂ → 3CO₂ + 4H₂O + energia
- Reaccions de neutralització.
- Afegir un àcid concentrat a l'aigua.
- Afegir aigua al sulfat de coure(II) anhidre.